# Неџмије Пагаруша
Неџмије Пагаруша (алб. Nexhmije Pagarusha; Пагаруша, код Малишева, Метохија, 7. мај 1933 — Приштина, 7. фебруар 2020) била је југословенска и албанска певачица и глумица.

## Биографија
Основну школу је завршила у Малишеву, а затим три године похађала музичку у Београду, одсек соло певања. Музичку каријеру започела је 1948. године као солиста у Радио Приштини. У исто време ју је у Покрајинском народном позоришту ангажовао Милутин Јаснић, формирајући Албанску драму овог театра. Више од 40 година певала је албанске народне песме и оперске арије Пучинија, Вердија и других композитора као стални солиста Радио Приштине и фолклорног ансамбла „Шота“ у Приштини. Имала је око 150 солистичких интерпретација од којих је мали број сачуван. Прве плоче снимила је за ПГП РТ Београд. Својим интерпретацијама стекла је велику популарност у ондашњој Југославији, Албанији, Бугарској... 
Професионалну каријеру завршила је на концерту одржаном 1984. године у Сарајеву. После дуге паузе појавила се на сцени 2000. године, отпевавши у телевизијском програму песму „За тебе“. Ангажована је у редакцији Радио Косова у Приштини.
Изванредне гласовне могућности које је имала искористио је њен супруг композитор Реџо Мулић те је за њу компоновао неколико песама које је Пагаруша ненадмашно отпевала, тако да ни данас немају интерпретатора који би досегао њене уметничке вредности. Њена најбоља и најпопуларнија песма је „Чобаница“ (алб. Baresha) коју је Мулић компоновао на текст песника Рифата Кукаја.
У времену од 1967. до 1997. године играла је у једанаест југословенских и албанских филмова.